# Seraucourt-le-Grand

Seraucourt-le-Grand este o comună în departamentul Ain, Franța. În 1 ianuarie 2022 avea o populație de 714 de locuitori.